# 私を競馬につれてって
『私を競馬につれてって』（わたしをけいばにつれてって）は日経ラジオ社（ラジオNIKKEI）第1放送で、祝日を除く原則毎週木曜日19:00-19:30に生放送されていた中央競馬の情報番組である。
2017年10月に放送を開始。元AKB48・NMB48で活躍した舞台女優・藤江れいなが、競馬の初心者の視点から、馬券の買い方、競馬の魅力、楽しさをラジオNIKKEI「中央競馬実況」担当アナウンサーからレクチャーする形で番組を進めていく。実際に、日曜日のGI競走（ない場合は、GIに直結する重賞競走）を一つ取り上げ、藤江が馬券の予想を披露するコーナーもある。しかし2023年12月に惜しまれつつ終了してしまった。
また、当番組はポッドキャスト「ラジオNIKKEI競馬プレミアム」（アップルポッドキャストサブスクリプション）、並びにParavi（TBSテレビ・テレビ東京と日本経済新聞社が共同で運営する動画配信コンテンツ）の有料配信サービスも行われており、後者では生放送や一部収録時の様子を写真や動画でも公開している。

## 出演
- メインパーソナリティー - 藤江れいな
- アシスタント - 以下の4人の中から毎週1名が週替わりで担当。ただし、山本直は2020年1月から2023年1月まで大阪支社に長期出向しており、その間は「私を競馬につれてって関西便」のコーナーでの電話出演となっていたため、その間は米田元気がスタジオアシスタントに加わり、山本直を除く3人でローテーションしていたが、2023年2月に東京本社に復帰したため、4人でのローテーションとなった。
  - 小塚歩
  - 大関隼
  - 米田元気（2020年1月より参加）
  - 山本直

過去の出演者
- 小屋敷彰吾（2022年8月卒業。他部署異動のため→2022年9月退職・現フリー）